# Stazione di Suzzara
La stazione di Suzzara è una stazione ferroviaria posta sulla linea Verona-Modena, a servizio della città omonima.
La gestione degli impianti è affidata a Rete Ferroviaria Italiana (RFI) controllata del gruppo Ferrovie dello Stato. La stazione è inoltre capotronco delle linee per Parma e per Ferrara, gestite dalla società Ferrovie Emilia Romagna (FER).

## Strutture e impianti
Il fabbricato viaggiatori è una struttura su due livelli, dei quali però solo il piano terra è aperto al pubblico. L'edificio è in muratura ed è tinteggiato in bianco crema.
Sono presenti altri edifici a un solo piano che ospitano dei locali di servizio e i servizi igienici.
La stazione dispone di:
- 5 binari di circolazione, tutti dotati di marciapiede per servizio viaggiatori; il binario 2 è di corsa della linea Verona-Modena; il binario 1 è l'unico attrezzato per inoltrare i treni sulla linea per Parma; i binari 1 e 2 sono gli unici ad ammettere arrivi da Parma e sono gli unici collegati direttamente col deposito;
- 2 binari secondari, tronchi, utilizzati per ricoverare mezzi d'opera; sono stati ricavati dalla parziale demolizione dell'ex fascio Fiat, il quale serviva al soppresso raccordo con lo stabilimento Iveco[1];
- scalo con magazzino merci e piano caricatore, oggi in abbandono; i binari dello scalo sono stati demoliti tutti eccetto uno, adiacente al piano caricatore;
- un deposito di 7 binari (di cui 5 non utilizzabili), non elettrificato, utilizzato per il ricovero dei treni di Trenitalia Tper.

L'impianto non è dotato di alcun sottopassaggio, pertanto esso è attrezzato con attraversamenti a raso.
La stazione è normalmente presenziata da DM ed è in regime di stazione porta rispetto alle linee Verona-Modena, Parma-Suzzara e Suzzara-Ferrara, tutte in DCO.

## Movimento
Suzzara è servita da treni regionali svolti da Trenitalia Tper nell'ambito del contratto di servizio stipulato con la Regione Emilia-Romagna, che al 2022 offre un servizio cadenzato Modena-Mantova, treni non cadenzati per Parma, Sermide e Ferrara e una coppia su Rimini.
A novembre 2019, la stazione risultava frequentata da un traffico giornaliero medio di circa 2170 persone (1084 saliti + 1086 discesi).

## Servizi
La stazione è classificata da RFI nella categoria bronze.
Essa dispone di:
- Biglietteria self service
- Servizi igienici
- Sala di attesa
- Bar

## Interscambi
- Fermata autobus APAM.